# Warnow
Warnow er en flod i den tyske delstat Mecklenburg-Vorpommern i Tyskland. Den løber ud i Østersøen nær byen Rostock. Den har sit udspring 10 km nord for Parchim i den vestlige del af Mecklenburgische Seenplatte. Den løber nordpå gennem byerne Sternberg, Bützow og Schwaan, før den når Rostock. 
I 2003 blev den første tyske bomvej, Warnowtunnel, åbnet; den knytter Rostock til den vestlige bred af floden.
53°30′59″N 11°51′45″Ø / 53.5163°N 11.8626°Ø